# Réseau express régional bernois
Le réseau express régional bernois (abrégé RER bernois, en allemand S-Bahn Bern) est le réseau express régional de la région de Berne, en Suisse.

## Historique
Les premiers trains de type RER circulent dans la région bernoise dès 1974. En 2004, neuf lignes sont regroupées sous la dénomination « S-Bahn Bern » ou « RER bernois ». En 2007, le RER bernois accueille en moyenne 97 100 passagers par jour. Après une première extension entre 2008 et 2012, il y en aura une deuxième entre 2014 et 2025.

## Aperçu général

### Réseau actuel

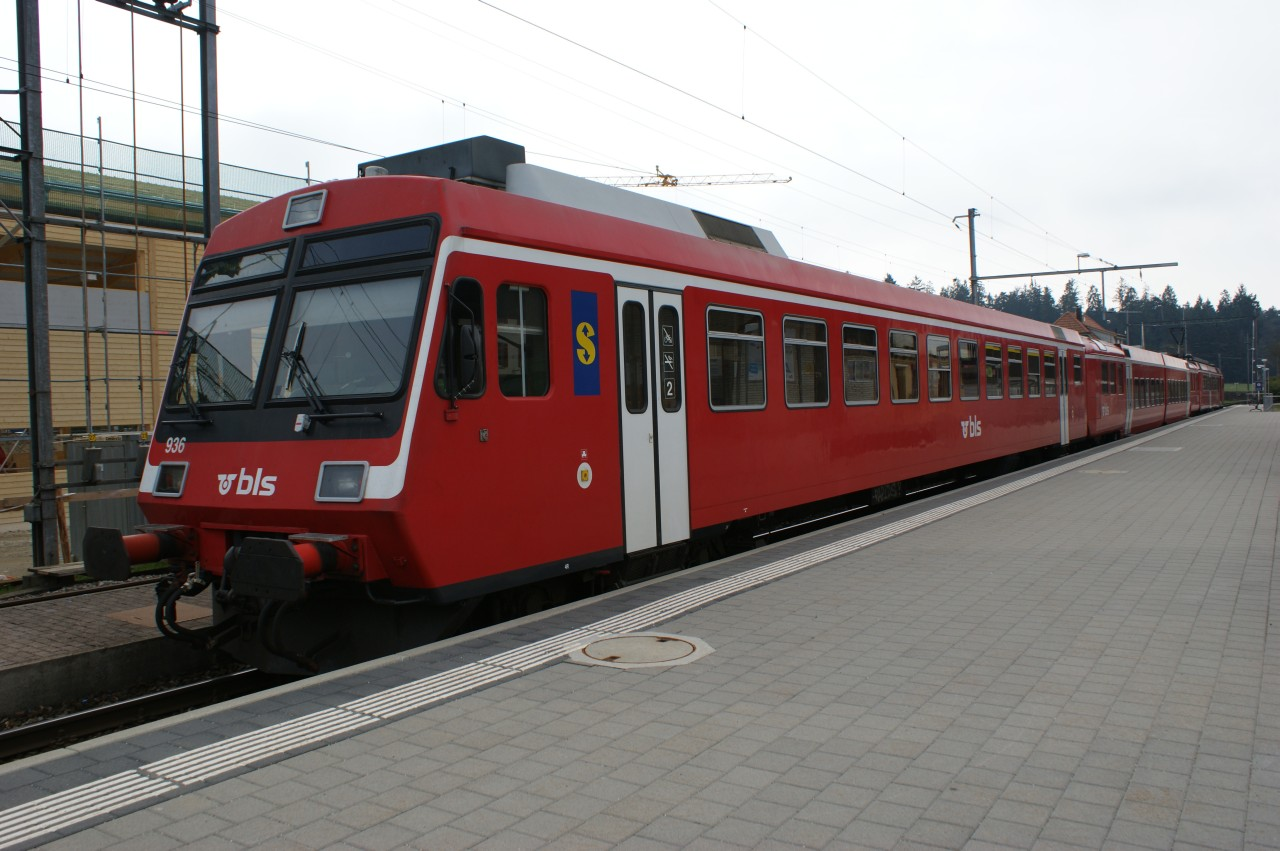
Un train de la ligne S4 à Affoltern im Emmental.

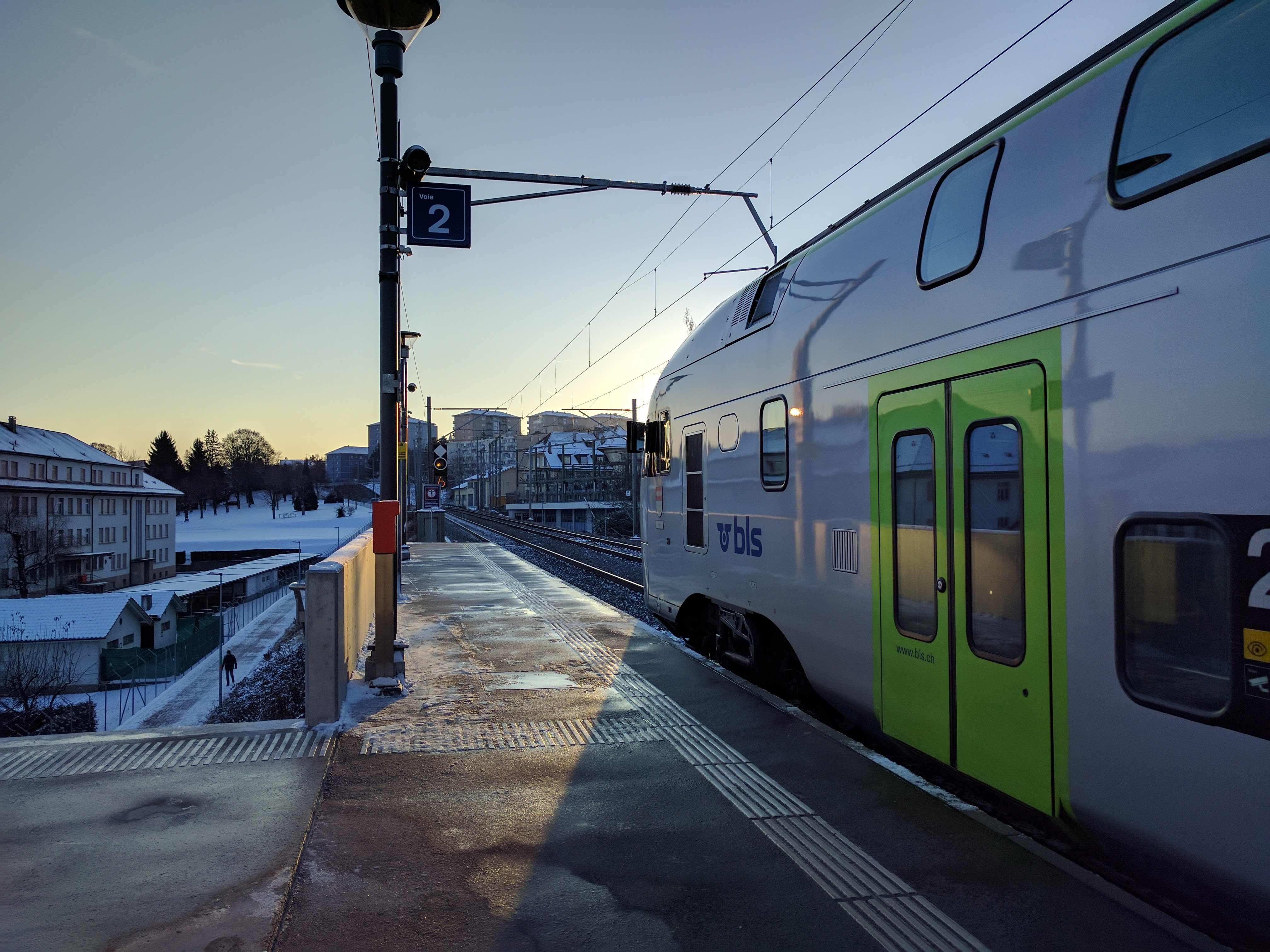
Rame BLS Mutz sur la ligne S1

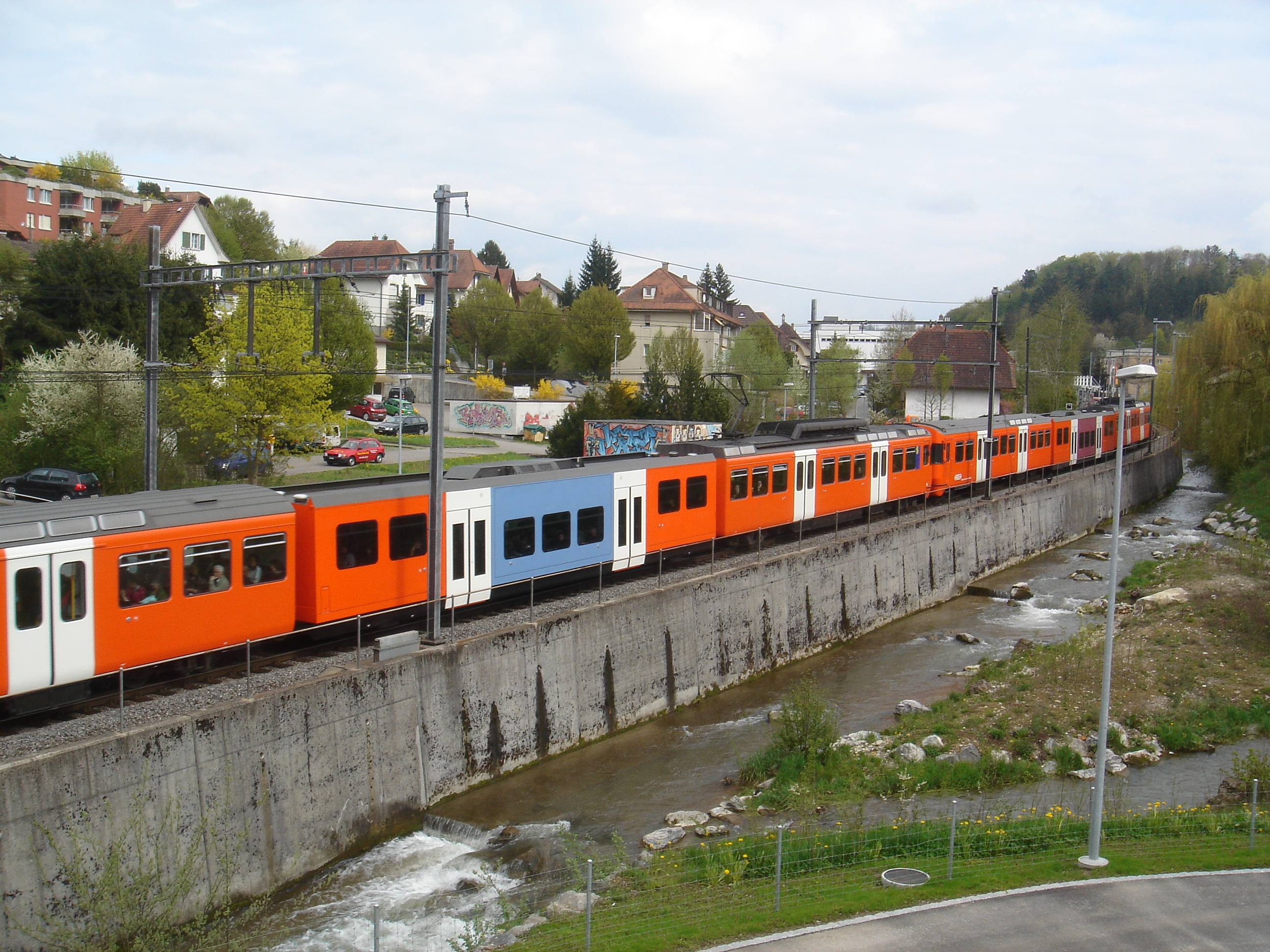
Train du RBS sur la ligne S7

Le RER bernois est un réseau radial centré sur la ville de Berne. Il relie la gare de Berne à la banlieue et aux régions périphériques. Le réseau s'étend sur les cantons de Berne, Fribourg, Neuchâtel, Soleure et Vaud.
- S 1 : Fribourg – Flamatt – Berne – Münsingen – Thun
- S 2 : Flamatt – Berne – Konolfingen – Langnau im Emmental
- S 3 : Bienne – Berne – Belp
- S 4 : Langnau im Emmental – Berthoud (Burgdorf) – Zollikofen – Berne – Belp – Thun
- S 44 : (Sumiswald-Grünen – Ramsei –) / (Solothurn-Wiler –) Burgdorf – Bern Wankdorf – Bern – Belp – Thun
- S 5 : Berne – Kerzers – (Neuchâtel) / Morat (– Payerne)
- S 51 : Berne – Bümpliz Nord – Brünnen
- S 52 : Berne – Rosshäusern – Kerzers (– Ins – Neuchâtel)
- S 6 : Berne – Schwarzenburg
- S 7 : Berne – Worblaufen – Worb Dorf (RBS)
- S 8 : Berne – Zollikofen – Jegenstorf – Bätterkinden (RBS)
- S 9 : Berne – Worblaufen – Unterzollikofen (RBS)[2]

### Matériel roulant
Un appel d'offres pour 14 nouvelles rames pour la ligne S7 est lancé en août 2015. Les rames seront à quatre caisses et devront être livrées en 2018.
- S 1 : RABe 515 MUTZ
- S 2 : BLS RBDe 565
- S 3 : RABe 515 MUTZ
- S 4 : BLS RBDe 565 ou BLS RBDe 566 II
- S 44 : BLS RABe 525 NINA
- S 5 : BLS RABe 525 NINA
- S 51 : BLS RBDe 565 ou BLS RBDe 566 II (de) ou RABe 515 MUTZ
- S 52 : BLS RBDe 565 ou BLS RBDe 566 II (de)
- S 6 : RABe 515 MUTZ
- S 7 : RBS Be 4/10 WORBLA
- S 8 : RBS Be 4/12 Seconda
- S 9 : RBS Be 4/12 Seconda